# Пельплин (гмина)
Пельплин (пол. Pelplin) — городско-сельская гмина (волость) в Польше, входит как административная единица в Тчевский повет, Поморское воеводство. Население — 16 600 человек (на 2004 год).

## Демография
| Перепись                       | Всего   | Всего | Женщины | Женщины | Мужчины | Мужчины |
| ------------------------------ | ------- | ----- | ------- | ------- | ------- | ------- |
| Единицы                        | человек | %     | человек | %       | человек | %       |
| Население                      | 16 600  | 100   | 8287    | 49,9    | 8313    | 50,1    |
| Плотность населения (чел./км²) | 118,2   | 118,2 | 59      | 59      | 59,2    | 59,2    |

## Соседние гмины
1. Гмина Бобово
2. Гмина Гнев
3. Гмина Милорадз
4. Гмина Можещын
5. Гмина Старогард-Гданьски
6. Гмина Субковы
7. Гмина Штум